# Châteauneuf-de-Randon
Châteauneuf-de-Randon là một xã trong vùng Occitanie, thuộc tỉnh Lozère, quận Mende, tổng Châteauneuf-de-Randon. Tọa độ địa lý của xã là 44° 38' vĩ độ bắc, 03° 40' kinh độ đông. Châteauneuf-de-Randon nằm trên độ cao trung bình là 1286 mét trên mực nước biển, có điểm thấp nhất là 1116 mét và điểm cao nhất là 1339 mét. Xã có diện tích 24,49 km², dân số vào thời điểm 1999 là 532 người; mật độ dân số là 21 người/km².

## Thông tin nhân khẩu
| 1936 | 1946 | 1954 | 1962 | 1968 | 1975 | 1982 | 1990 | 1999 |
| ---- | ---- | ---- | ---- | ---- | ---- | ---- | ---- | ---- |
| 553  | 508  | 427  | 405  | 403  | 504  | 541  | 536  | 532  |

## Nhân vật nổi tiếng
- Bertrand du Guesclin

## Địa điểm tham quan
- Musée Du Guesclin

## Link
- Chateauneuf de Randon